# Кумашка (разъезд)
Кума́шка (чув. Кăмаша) — упразднённый разъезд в Шумерлинском районе Чувашской республики. До 2021 года входил в состав Нижнекумашкинского сельского поселения до его упразднения. Исключен из учётных данных в 2024 году.

## География
Находится в западной части Чувашии на расстоянии приблизительно 9 км на запад-северо-запад по прямой от районного центра города Шумерля.

## История
Возник в 1918 году. Жители занимались обслуживанием железной дороги. В советское время работал колхоз «Волга». В 2010 году учтено 2 частных домохозяйства.

## Население
| 2010 | 2012 |
| ---- | ---- |
| 2    | →2   |

Численность населения составляла 28 человек (1939 год), 36 (1979). Население составляло 15 человек (чуваши 73 %, русские 27 %) в 2002 году, 2 в 2010.